# Chindongo heteropictus
Chindongo heteropictus (Syn.: Maylandia heteropicta) ist ein afrikanischer Süßwasserfisch, der endemisch im Malawisee vorkommt. Bislang wurde er nur bei Chisumulu Island nachgewiesen. Seine erste Einführung nach Europa als Aquarienfisch war vermutlich am Anfang der 1970er oder 1980er Jahre.
Die Männchen des 8 bis 10 cm großen Fisches sind einfarbig hellblau, Weibchen sind gelb-orange. Jungtiere zeigen das Farbenkleid der Weibchen.
Chindongo heteropictus sind Maulbrüter, die Männchen revierbildend und standorttreu. Weibchen und halbwüchsige Tiere leben einzeln oder in losen Gruppen über felsigem Untergrund.

## Haltung

### Haltungsbedingungen
Mit Steinaufbau dem natürlichen Lebensraum nachempfundene Einrichtung, wie sie für die meisten Felsencichliden des Malawisees üblich ist. Als Bodengrund empfiehlt sich feiner Kies oder grober Sand. Hartblättrige Pflanzen können eingesetzt werden, auch wenn im natürlichen Lebensraum höhere Pflanzen nicht vorhanden sind. In mittelgroßen Aquarien (bis 1,5 m Kantenlänge) sollte man Männchen mit mehreren Weibchen vergesellschaften. In größeren Becken ist die Haltung in einer kleineren Gruppe sinnvoll. Wichtig ist eine Mitvergesellschaftung anderer Felsencichliden, was mit einer Verteilung der Aggressionen der Männchen verbunden ist. Wasserwerte wie für andere Malawiesee-Cichliden angegeben.

### Zucht
Agamer Maulbrüter im weiblichen Geschlecht. Die Zucht entspricht der anderer Mbuna-Arten. Das Ablaichen erfolgt unter Drehbewegungen auf dem Untergrund im Zentrum des Männchens-Reviers vor einem Stein oder in einer kleinen Höhle. Nach einer Tragzeit von etwa 3 Wochen entlässt das Muttertier je nach Größe etwa 20 bis 40 Jungtiere, die danach nicht mehr oder nur noch wenige Tage betreut werden. Die Jungtiere sind etwa 10 mm groß und bereits fertig entwickelt. Schon in diesem Alter ist es möglich, die Verteilung der Geschlechter in der Brut zu erkennen. Ihre Aufzucht ist mit feinem Flockenfutter und frisch geschlüpften Salinenkrebschen einfach.

### Fütterung
Im Freiland typischer Aufwuchsfresser. Im Aquarium Allesfresser, bei dem die Gefahr von Darmerkrankungen besteht, falls zu wenig ballastreiche Kost gereicht wird. Pflanzliche Nahrung ist deshalb wichtig. Ansonsten kann diese Art mit den üblichen Frost- und Trockenfuttersorten leicht ernährt werden.

### Besonderes
Durch eine falsche Fundortangabe (Thumbi West Island) in der Erstbeschreibung wurde bis vor kurzem eine andere Art in der Literatur als Maylandia heteropicta angesprochen. Eine weitere Bezeichnung für Chindongo heteropictus ist Pseudotropheus newis.

### Allgemeines
Temperatur: 24 bis 27 °C, Länge des ausgewachsenen Fisches: 8 bis 10 cm, Beckenlänge: ab 80 cm